# New Ulm
New Ulm je město v americkém státě Minnesota v Brown County, jehož je sídlem. V roce 2010 zde žilo 13 522 obyvatel.
Město leží v trojúhelníku, který tvoří území na soutok řek Minnesota a Cottonwood. Ve městě se nachází Minnesota Music Hall of Fame, Hermann Heights Monument, Martin Luther College, Flandrau State Park a August Schell Brewing Company.
Město křižují dálnice U.S. Highway 14, Minnesota State Highways 15 a Minnesota State Highways 68.
Město bylo pojmenováno podle města Neu-Ulm v Bavorsku.